# RootkitRevealer
 (mai 2025).
RootkitRevealer était un programme publié par SysInternals (en) (qui a rejoint Microsoft.com) permettant de détecter si le système Microsoft Windows n'a pas été compromis par un rootkit.
Il détecte les rootkits qui essaient de se cacher aux fonctions Windows de parcours d'un système de fichiers (resp. de la base de registre), en comparant le résultat d'un scan du système fait avec les appels système Windows aux données écrites au plus bas niveau possible, à savoir les données brutes du disque dur (resp. de la base de registre).

## configuration requiseet/ou information supplémentaire
- système d'exploitation: systèmes basés sur Windows NT (NT4 et supérieur)
- langue : anglais
- licence : gratuite (freeware)